# Chester Withey
Chester Withey, conosciuto anche come Chet Withey (Park City, 8 novembre 1887 – 6 ottobre 1939), è stato un attore, regista e sceneggiatore statunitense del cinema muto.

## Biografia
Nato nello Utah, Chester Withey era figlio di Chester Henry Withey e Mary E. Kelso. Iniziò la sua carriera nel 1913 come attore in un film prodotto dall'American Film Manufacturing Company e diretto da Wallace Reid. Nello stesso anno, firmò anche la sua prima sceneggiatura, scrivendo An Assisted Proposal per Lorimer Johnston. Dopo aver recitato in oltre un'ottantina di pellicole - quasi tutte cortometraggi, lunghezza standard per i film dell'epoca - nel 1916 Whithey passò dietro alla macchina da presa, dirigendo fino al 1928 una trentina di film. 
Nel 1920, si sposò con l'attrice Virginia Philley (1890-1980).
Chester Withey si ritirò nel 1928. Nel 1935, fece sua ultima apparizione sullo schermo in un piccolo ruolo nel film Le due città. Nel 1937, rimase gravemente ferito in un incidente stradale a Santa Monica. Morì due anni più tardi, il 6 ottobre 1939 a soli 51 anni.

## Filmografia
Quando manca il nome del regista, questo non viene riportato nei titoli

### Attore
- Love and the Law, regia di Wallace Reid – cortometraggio (1913)
- Where Destiny Guides, regia di Wallace Reid – cortometraggio (1913)
- A Rose of Old Mexico, regia di Wallace Reid – cortometraggio (1913)
- The Latent Spark, regia di Wallace Reid – cortometraggio (1913)
- His Sacrifice – cortometraggio (1913)
- Brother Love, regia di Wallace Reid – cortometraggio (1913
- The Lesson – cortometraggio (1913)
- The Renegade's Heart, regia di Wallace Reid – cortometraggio (1913)
- The Mute Witness, regia di Wallace Reid – cortometraggio (1913)
- The Homestead Race, regia di Wallace Reid – cortometraggio (1913)
- Suspended Sentence, regia di Wallace Reid – cortometraggio (1913)
- The Kiss, regia di Wallace Reid – cortometraggio (1913
- On the Border, regia di Wallace Reid – cortometraggio (1913)
- When Luck Changes, regia di Wallace Reid – cortometraggio (1913)
- Via Cabaret, regia di Wallace Reid – cortometraggio (1913)
- Pride of Lonesome, regia di Wallace Reid – cortometraggio (1913)
- A Foreign Spy, regia di Wallace Reid – cortometraggio (1913)
- To Err Is Human, regia di Edward Coxen – cortometraggio (1913)
- Jealousy's Trail – cortometraggio (1913)
- Single-Handed Jim, regia di Gilbert P. Hamilton – cortometraggio (1913)
- An Even Exchange – cortometraggio (1913)
- The Golden Heart – cortometraggio (1913)
- Flesh of His Flesh, regia di Harry A. Pollard  – cortometraggio (1913)
- Mysterious Eyes – cortometraggio (1913)
- Red Sweeney's Defeat, regia di Tom Ricketts – cortometraggio (1913)
- A Fall Into Luck – cortometraggio (1913)
- Jim Takes a Chance – cortometraggio (1913)
- The Ghost of the Hacienda, regia di Thomas Ricketts – cortometraggio (1913)
- The Flirt and the Bandit, regia di Thomas Ricketts – cortometraggio (1913)
- Crooks and Credulous – cortometraggio (1913)
- Taming a Cowboy, regia di G.P. Hamilton – cortometraggio (1913)
- Courage of Sorts – cortometraggio (1913)
- The Making of a Woman, regia di Thomas Ricketts – cortometraggio (1913)
- Hidden Treasure Ranch, regia di Lorimer Johnston – cortometraggio (1913)
- The Step Brothers, regia di Thomas Ricketts – cortometraggio (1913)
- In Three Hours, regia di Tom Ricketts – cortometraggio (1913)
- Martha's Decision, regia di Thomas Ricketts – cortometraggio (1913)
- An Assisted Proposal, regia di Lorimer Johnston – cortometraggio (1913)
- The Trail of the Lost Chord, regia di Thomas Ricketts – cortometraggio (1913)
- Armed Intervention, regia di Thomas Ricketts – cortometraggio (1913)
- The Circle of Fate, regia di Raymond B. West (1914)
- The Colonel's Adopted Daughter, regia di Walter Edwards (1914)
- The Play's the Thing, regia di Scott Sidney (1914)
- Mario, regia di Raymond B. West (1914)
- A Barrier Royal, regia di Raymond B. West (1914)
- The Colonel's Orderly, regia di Jay Hunt (1914)
- The Geisha, regia di Raymond B. West (1914)
- The Silent Witness, regia di Charles Giblyn (1914)
- The Fires of Ambition, regia di Jay Hunt – cortometraggio (1914)
- The Brand of Cain, regia di Charles Giblyn (1914)
- The Pearl of the Sea (1914)
- The Oubliette, regia di Charles Giblyn (1914)
- The Higher Law, regia di Charles Giblyn (1914)
- Ethel Gets the Evidence, regia di Eddie Dillon – cortometraggio (1915)
- Cupid and the Pest, regia di Eddie Dillon – cortometraggio (1915)
- The Lost Lord Lowell, regia di Paul Powell – cortometraggio (1915)
- A Costly Exchange, regia di Eddie Dillon – cortometraggio (1915)
- The Green Idol – cortometraggio (1915)
- Bill Gives a Smoker, regia di Eddie Dillon – cortometraggio (1915)
- Caught by the Handle, regia di Edward Dillon – cortometraggio (1915)
- Ethel's Doggone Luck, regia di Edward Dillon – cortometraggio (1915)
- Mixed Values, regia di Eddie Dillon – cortometraggio (1915)
- Ethel's Deadly Alarm Clock  – cortometraggio (1915)
- By Fair Means or Foul, regia di Eddie Dillon  – cortometraggio (1915)
- Ethel's New Dress, regia di Eddie Dillon – cortometraggio (1915)
- Ethel's Disguise – cortometraggio (1915)
- Ethel's Romance – cortometraggio (1915)
- Gasoline Gus – cortometraggio (1915)
- Brave and Bold, regia di Eddie Dillon  – cortometraggio (1915)
- Unwinding It – cortometraggio (1915)
- Where Breezes Blow, regia di Edward Dillon – cortometraggio (1915)
- Mr. Wallack's Wallet  – cortometraggio (1915)
- Beppo, the Barber, regia di Edward Dillon  – cortometraggio (1915)
- Safety First  – cortometraggio
- The Deacon's Whiskers, regia di Edward Dillon – cortometraggio (1915)
- Father Love, regia di Edward Dillon – cortometraggio (1915)
- Faithful to the Finish, regia di Edward Dillon – cortometraggio (1915)
- Shocking Stockings, regia di Edward Dillon – cortometraggio (1915)
- Over and Back, regia di Edward Dillon – cortometraggio (1915)
- Don Quixote, regia di Edward Dillon (1915)
- Sunshine Dad, regia di Edward Dillon (1916)
- Mr. Goode, Samaritan, regia di Edward Dillon (1916)
- Le due città (A Tale of Two Cities), regia di Jack Conway (1935)

### Regista
- The Devil's Needle (1916)
- The Old Folks at Home (1916)
- The Wharf Rat (1916)
- The Bad Boy (1917)
- A Woman's Awakening (1917)
- Madame Bo-Peep (1917)
- An Alabaster Box (1917)
- Nearly Married (1917)
- The Hun Within (1918)
- On the Quiet (1918)
- In Pursuit of Polly (1918)
- Maggie Pepper (1919)
- Little Comrade (1919)
- Luna nuova (The New Moon) (1919)
- I denti della tigre (The Teeth of the Tiger) (1919)
- She Loves and Lies (1920)
- Romance (1920)
- Coincidence (1921)
- Lessons in Love (1921)
- Wedding Bells (1921)
- Arctic Adventure (1921)
- Domestic Relations (1921)
- Heroes and Husbands (1922)
- Crepuscolo d'amore (Outcast) (1922)
- Richard the Lion-Hearted (1923)
- A Cafe in Cairo (1924)
- The Pleasure Buyers (1925)
- Queen o'Diamonds (1926)
- Secret Orders (1926)
- The Impostor (1926)
- Her Honor, the Governor (1926)
- Going the Limit (1926)
- Malandrino galante (The Bushranger) (1928)

### Sceneggiatore (parziale)
- An Assisted Proposal, regia di Lorimer Johnston – cortometraggio (1913)
- Caught by the Handle, regia di Edward Dillon (1915)
- Beppo, the Barber, regia di Edward Dillon (1915)
- Sunshine Dad, regia di Edward Dillon (1916)